# Tom Brake
Thomas Anthony Brake, född 6 maj 1962 i Melton Mowbray i Leicestershire, är en brittisk politiker (Liberaldemokraterna). Han var ledamot av underhuset för Carshalton and Wallington mellan 1997 och 2019.
Brake har studerat fysik och tidigare arbetat som IT-konsult.